# Frank McCabe
Frank Reilly McCabe (Grand Rapids, 30 juni 1927 - Peoria (Illinois), 18 april 2021) was een Amerikaans basketballer. Hij won met het Amerikaans basketbalteam de gouden medaille op de Olympische Zomerspelen 1952.
McCabe speelde voor het team van de Marquette University en de Peoria Caterpillars. Tijdens de Olympische Spelen speelde hij 6 wedstrijden. Gedurende deze wedstrijden scoorde hij 20 punten.
Na zijn carrière als speler was hij werkzaam bij Caterpillar, de sponsor van zijn laatste team.